# Adam Elsheimer
Adam Elsheimer (Francoforte sul Meno, 16 settembre 1578 – Roma, 11 dicembre 1610) è stato un pittore e disegnatore tedesco, attivo per la maggior parte della sua vita a Roma.
Introdusse alcune costanti che saranno parte di molta pittura paesaggistica successiva come lo stretto rapporto della figura umana con il paesaggio, l'uso delle chiome degli alberi tondeggianti che si riflettono nelle forme delle nubi, il ruolo dell'acqua con i suoi riflessi, e l'uso della luce come elemento unificante e con un valore psicologico preciso.

## Biografia

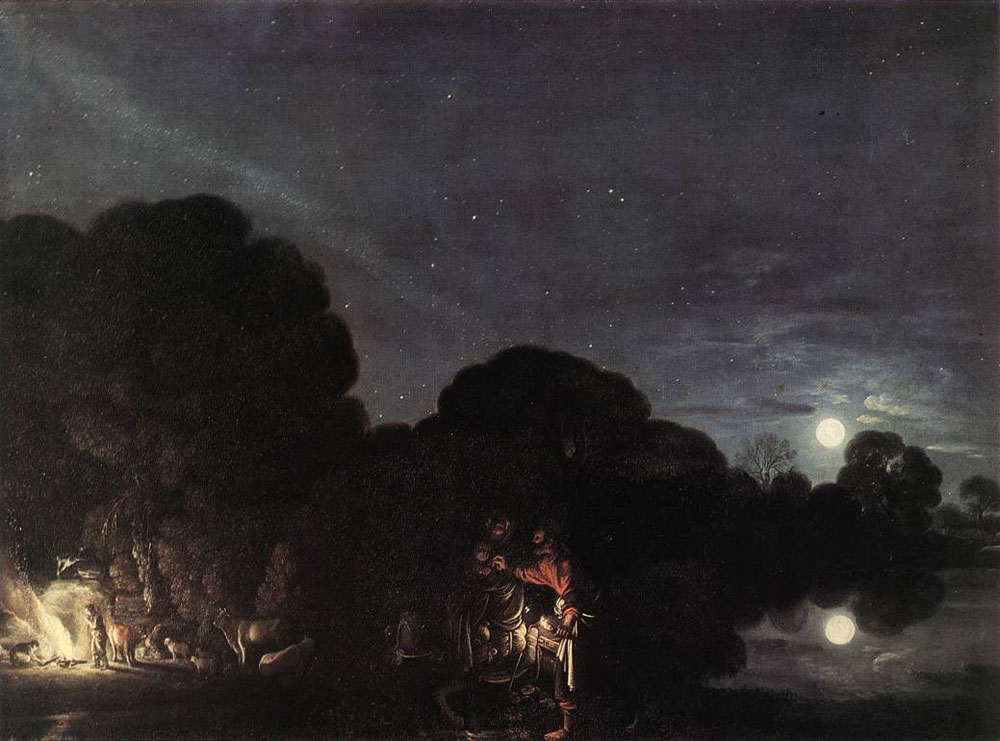
Fuga in Egitto, Monaco, Alte Pinakothek

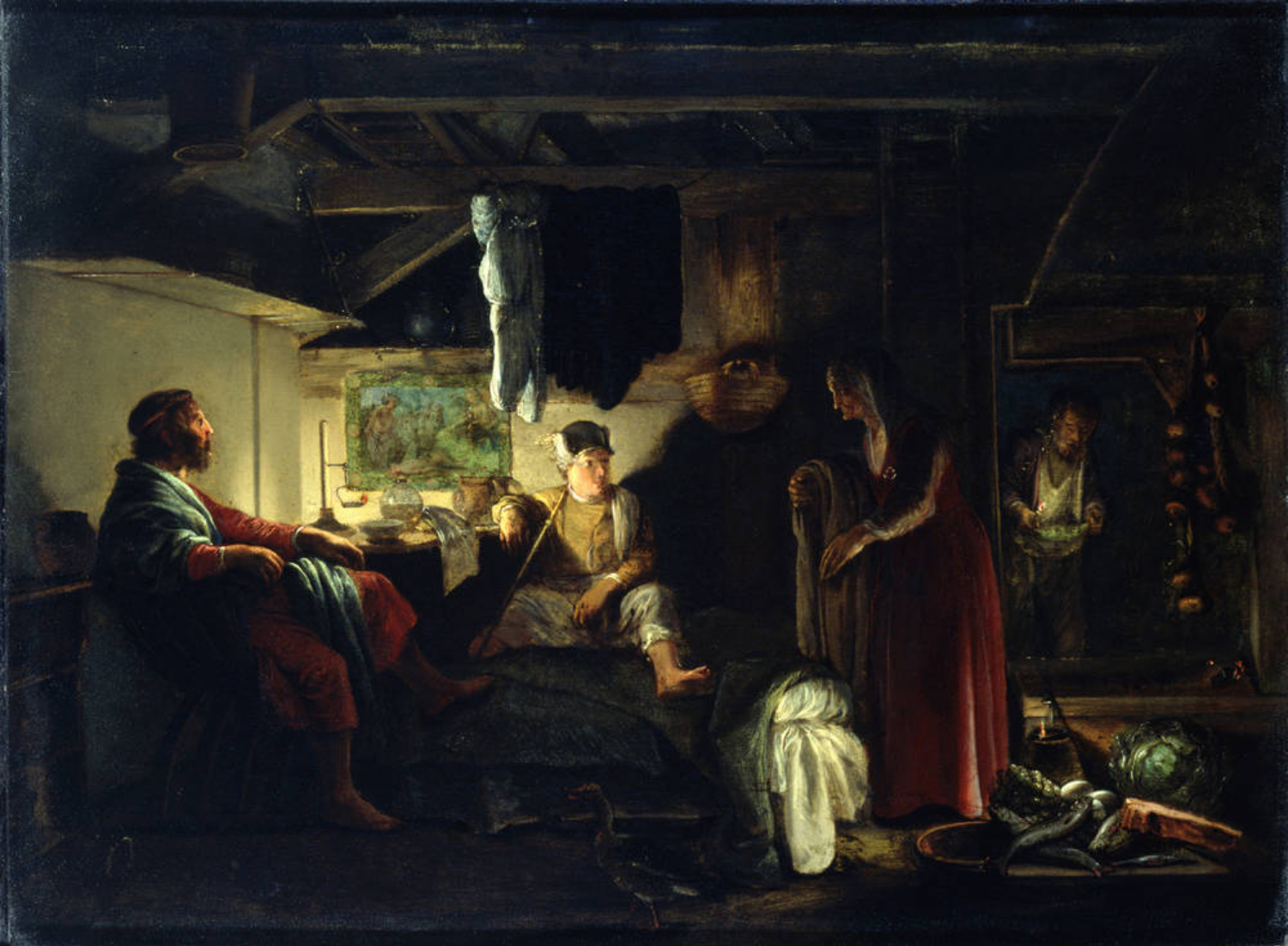
Filemone e Bauci, Dresda, Gemäldegalerie

Figlio di un sarto, compì la sua prima formazione tra il 1593 e il 1598 nella bottega di Philip Uffenbach a Francoforte influenzata anche dalla pittura di Gillis van Coninxloo e Lucas van Valckenborch.
Dopo aver lasciato la sua città natale arrivò, via Monaco di Baviera, a Venezia, dove lavorò con Hans Rottenhammer, riprendendo da lui il gusto per i dipinti su rame, che mettevano in risalto i valori di trasparenza e levigatezza del colore trattato come uno smalto; uno dei primi è il quadretto con la Sacra Famiglia e angeli del 1599, ora conservato a Berlino, dove si può vedere nella gamma cromatica accesa e a tre colori: azzurro-giallo-rosso, l'influsso delle opere dei Veneti: Tiziano, Tintoretto e Paolo Veronese.
Nel 1600 si stabilì a Roma, convertendosi al cattolicesimo nel 1606 e restandovi fino alla morte. Di questo periodo dovrebbe essere l'Educazione di Bacco, ora conservato a Francoforte, un paesaggio con figure mitologiche, ancora legato alla concezione manierista del paesaggio olandese, derivata da Paul Bril, da lui conosciuto in città. 
Il suo primo notturno, nonché una delle sue opere di dimensioni maggiori, è la Fuga di Enea da Troia oggi a Monaco, del 1600-1602, ove le figure acquistano una maggiore monumentalità, e si nota quell'attenzione straordinaria per gli episodi minuti e secondari posti in secondo piano e nello sfondo, che resterà una delle sue qualità costanti.
In quegli stessi anni si interessò ai contrasti luministici delle opere del Caravaggio e ai paesaggi di ispirazione classica di Annibale Carracci, e del Domenichino, in modo da indirizzare la sua pittura verso composizioni di ampiezza monumentale, come nel paesaggio con l'Aurora, ora a Braunschweig nell'Herzog-Anton-Ulrich Museum, dove a una realtà idilliaca si mescolano motivi che si potrebbero definire romantici.
Scrive Marco Chiarini: «Nella sua pittura avvertiamo infatti che l'elemento essenziale e caratterizzante è quello della comunione natura-uomo che ha sempre contraddistinto la pittura nordica». Si può oggi aggiungere che un'altra caratteristica è la ricerca del tema dotto, interpretabile solo da committenti e conoscitori di grande cultura, che si ritrova in opere come Il Contento, del 1606-1607, oggi conservato nella National Gallery di Edimburgo, tratto da un romanzo picaresco allora appena tradotto in Italia; e soprattutto nel cosiddettoTabernacolo di Francoforte, una sorta di piccolo polittico, formato da sette scomparti di varie grandezze, che raffigura il Ritrovamento e la Venerazione della Vera Croce. Tale opera, oggi ricostruita nello Staedel Museum di Francoforte nella forma che aveva quando era nella collezione dei Medici a Firenze a inizio Seicento, si riallaccia al tema del ritrovamento delle reliquie dei Martiri tanto sentito nella Roma del Cardinal Sfondrato a inizio secolo; non ne conosciamo il primo committente.
Del 1609 è il paesaggio notturno con la Fuga in Egitto ora conservato all'Alte Pinakothek di Monaco, considerato il suo capolavoro, ove si ha la prima rappresentazione pittorica conosciuta della Via Lattea; un fatto che ha fatto ipotizzare a molti critici che Elsheimer potesse essere venuto a conoscenza "in contemporanea" delle prime osservazioni di Galileo, forse anche per il tramite dell'Accademia Nazionale dei Lincei.
Nel notturno con Filemone e Bauci, ora conservato a Dresda, uno dei primi quadri d'interno nel senso moderno del termine, il tema tratto dalle Metamorfosi di Ovidio viene elaborato con un tono intimistico che dà vita a un mondo favoloso, dove gli Dei appaiono come un'apparizione concreta del divino.
Secondo i biografi, Elsheimer, che lavorava molto lentamente e che lasciò pochissime opere (oggi se ne contano una trentina), morì perciò quasi in povertà. 
Una famosa lettera, piena di dolore, di Rubens
a Johann Faber che lo informava da Roma della scomparsa dell'amico, è forse il miglior tributo fatto a questo artista.
Fu sepolto nella chiesa di San Lorenzo in Lucina a Roma, dove nel 2010 è stata apposta una lapide-cenotafio con profilo in bronzo e l'iscrizione che ricorda tra l'altro: "Nel 1609 dipinse / il cielo stellato / osservandolo / con uno dei primi / telescopi".
Oggi i suoi dipinti si trovano in vari musei del mondo: specialmente in Germania e in Inghilterra, ove fu avidamente collezionato sin dal Seicento. In Italia resta solo un malinconico Autoritratto su tela, alla Galleria degli Uffizi.
In Germania furono suoi seguaci Johann König e Thomas von Hagelstein, mentre a Roma fece parte della sua cerchia Rubens. Rembrandt conobbe la sua opera attraverso Hendrik Goudt e il suo maestro Pieter Lastman. Per quanto riguarda la pittura di paesaggio fu lui a preparare la strada sia di Claude Lorrain sia dei paesaggisti venuti dai Paesi Bassi, tra cui Cornelis van Poelenburch, Bartholomeus Breenbergh, Jan e Jacob Pynas.

## Opere principali
- Sacra Famiglia e angeli, Berlino

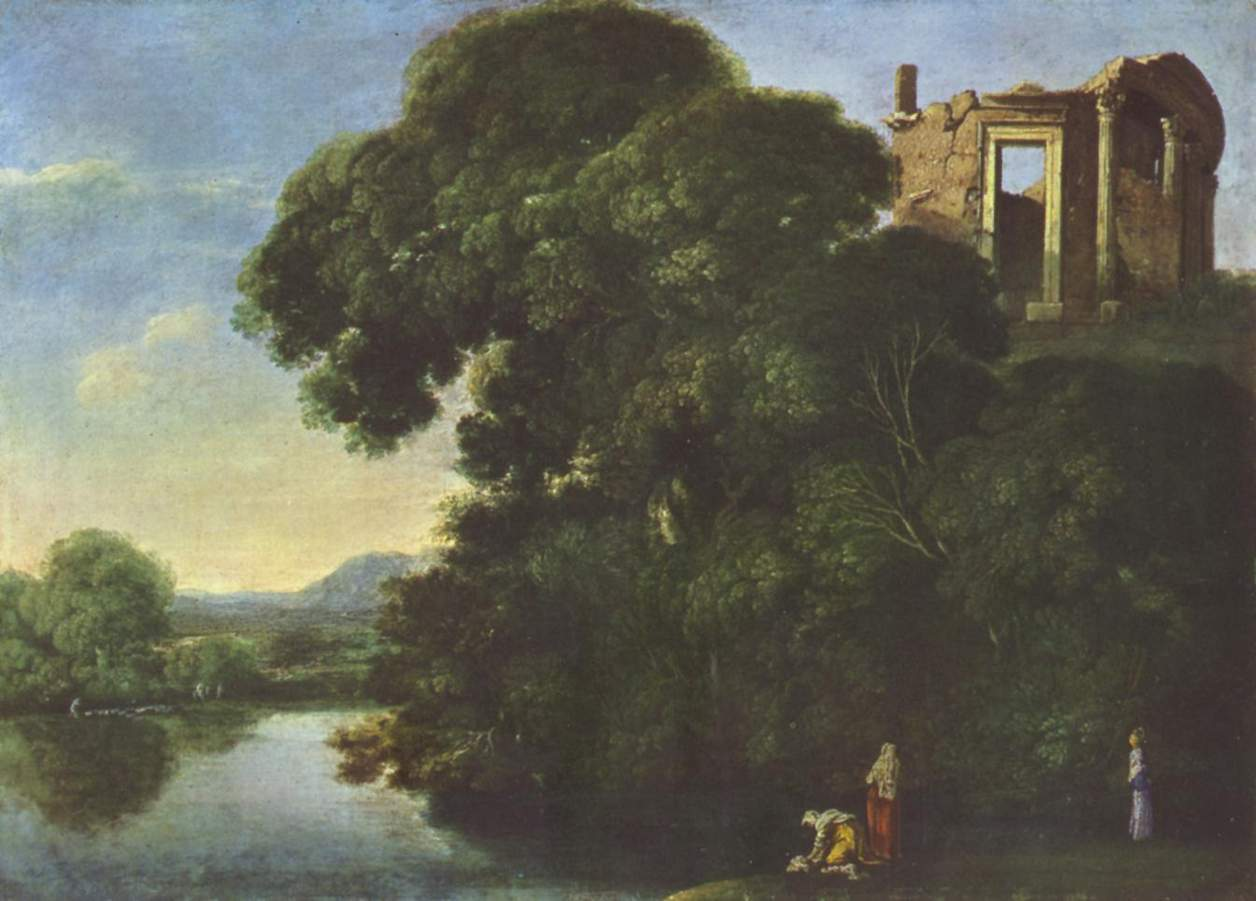
Paesaggio, Praga, Národní galerie

- Lapidazione di santo Stefano, Edimburgo, National Gallery of Scotland
- Battesimo di Cristo, Londra, National Gallery
- Sbarco di san Paolo a Malta, Londra, National Gallery
- San Lorenzo preparato per il martirio, Londra, National Gallery
- Apollo e Coronide, Liverpool, Walker Art Gallery
- Regno di Minerva; il Regno di Venere, Cambridge, Fitzwilliam Museum
- 8 pannelli con Figure di santi, Petworth House (UK), Egremont collection (propr. National Trust); un nono pannello della stessa serie è a Montpellier, Musée Fabre, e una copia della serie completa a Firenze, Galleria Palatina di Palazzo Pitti
- Diluvio universale, Francoforte, Staedlsches Kunstinstitut
- Conversione di Saulo, Francoforte, Staedlsches Kunstinstitut
- Sogno di Giacobbe, Francoforte, Staedlsches Kunstinstitut
- Tobia e l'angelo, Francoforte, Historisches Museum
- Giuditta decapita Oloferne, Londra, Apsley House (The Wellington Museum)
- Latona e i pastori di Licia, Colonia, Wallraf-Richartz Museum - Fondation Courboud
- Altarolo con Storie della Vergine, Berlino, Staatliche Museen, Gemaldegalerie
- Cristo in pietà, Braunschweig, Herzog Anton-Ulrich Museum
- L'Aurora, Braunschweig, Herzog Anton-Ulrich Museum
- Madonna col Bambino, i santi Bruno, Benedetto, Francesco e un committente certosino, Pavia, Musei Civici[2].
- Tre Marie al Sepolcro, Bonn, Landesmuseum
- San Girolamo in un paesaggio, Collezione privata
- Fuga in Egitto, Monaco, Alte Pinakothek
- Fuga in Egitto, Fort Worth (Texas), Kimbell Art Museum
- Derisione di Cerere, Madrid, Museo del Prado (copia?)
- Filemone e Bauci, Dresda, Gemäldegalerie
- Fuga di Enea da Troia, Monaco, Alte Pinakothek
- Autoritratto, Firenze, Uffizi